# هومبيرتو سوازو

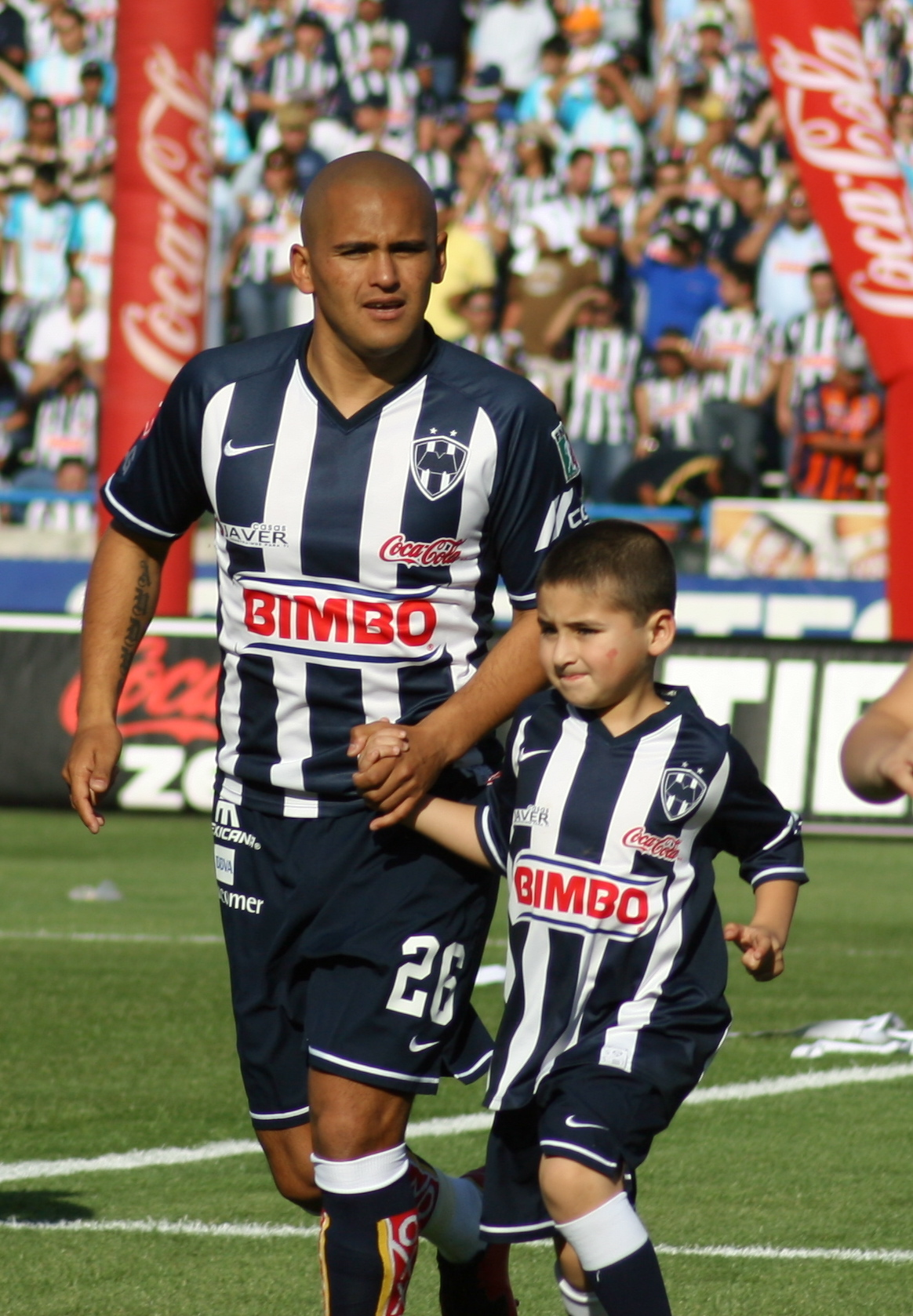
هومبيرتو سوازو

هومبيرتو أندريس سوازو بونتيفو (بالإسبانية: Humberto Suazo)‏ الشهير أيضا بلقب CHUPETE نسبة إلى نوع من السكاكر الملونة المشهورة بهذا الاسم في تشيلي كان يحبه جدا في طفولته، من مواليد 10 مايو 1981 في سان أنتونيو في تشيلي، لاعب كرة قدم تشيلي.
بدأ مسيرته الكروية مع نادي نوبلينسي في عام 2000، وشارك معهم في 4 مباريات، وفي عام 2001 انتقل إلى نادي ماغالانس، وشارك معهم في 6 مباريات، وفي عام 2002 انتقل إلى نادي سان أنتونيو أونيدو، وفي عام 2003 انتقل إلى نادي سان لويس كويلوتا، في عام 2004 انتقل إلى نادي أوداكس، ولعب معهم حتى عام 2005، وشارك معهم في 62 مباراة وسجل 40 هدف، وفي عام 2006 انتقل إلى نادي كولو كولو، ولعب معهم حتى عام 2007، وشارك معهم في 54 مباراة وسجل 52 هدف، ومنذ عام 2007 وهو يلعب مع نادي مونتيري المكسيكي.
وله تجربة سابقة مع نادي ريال سرقسطة الإسباني موسم 2008-2009
منذ عام 2005 وهو يلعب مع منتخب تشيلي لكرة القدم.

## روابط خارجية
- هومبيرتو سوازو على موقع الاتحاد الدولي (مؤرشف)  (الإنجليزية)
- هومبيرتو سوازو على موقع قاعدة بيانات كرة القدم.إي يو (الإنجليزية)
- هومبيرتو سوازو على موقع ناشيونال فوتبول تيمز (الإنجليزية)
- هومبيرتو سوازو على موقع Soccerway.com (الإنجليزية)
- هومبيرتو سوازو على موقع عالم كرة القدم.نت (الإنجليزية)
- هومبيرتو سوازو على موقع كووورة
- هومبيرتو سوازو على موقع AS.com (الإسبانية)